# Snowboard ai XVIII Giochi olimpici invernali
Nello snowboard ai XVIII Giochi olimpici invernali, che si svolsero nel 1998 a Nagano (Giappone), vennero assegnate medaglie in quattro specialità. Si trattò del debutto olimpico per questo sport.

## Gare maschili

### Halfpipe
| Posizione | Atleta        | Nazione     | Punti |
| --------- | ------------- | ----------- | ----- |
| 1         | Gian Simmen   | Svizzera    | 85,2  |
| 2         | Daniel Franck | Norvegia    | 82,4  |
| 3         | Ross Powers   | Stati Uniti | 82,1  |

### Slalom Gigante
| Posizione | Atleta          | Nazione  | Tempo   |
| --------- | --------------- | -------- | ------- |
| 1         | Ross Rebagliati | Canada   | 2:03.96 |
| 2         | Thomas Prugger  | Italia   | 2:03.98 |
| 3         | Ueli Kestenholz | Svizzera | 2:04.08 |

## Gare femminili

### Halfpipe
| Posizione | Atleta               | Nazione     | Punti |
| --------- | -------------------- | ----------- | ----- |
| 1         | Nicola Thost         | Germania    | 74,6  |
| 2         | Stine Brun Kjeldaas  | Norvegia    | 74,2  |
| 3         | Shannon Dunn-Downing | Stati Uniti | 72,8  |

### Slalom gigante
| Posizione | Atleta        | Nazione  | Tempo   |
| --------- | ------------- | -------- | ------- |
| 1         | Karine Ruby   | Francia  | 2:17.34 |
| 2         | Heidi Renoth  | Germania | 2:19.17 |
| 3         | Brigitte Köck | Austria  | 2:19.42 |

## Medagliere
| Posizione | Paese       |   |   |   | Totale |
| --------- | ----------- | - | - | - | ------ |
| 1         | Germania    | 1 | 1 | 0 | 2      |
| 2         | Svizzera    | 1 | 0 | 1 | 2      |
| 3         | Canada      | 1 | 0 | 0 | 1      |
| 3         | Francia     | 1 | 0 | 0 | 1      |
| 5         | Norvegia    | 0 | 2 | 0 | 2      |
| 6         | Italia      | 0 | 1 | 0 | 1      |
| 7         | Stati Uniti | 0 | 0 | 2 | 2      |
| 8         | Austria     | 0 | 0 | 1 | 1      |
| Totale    | Totale      | 4 | 4 | 4 | 12     |